# Alcima orbitale
Alcima orbitale là một loài tò vò trong họ Ichneumonidae.

## Hình ảnh

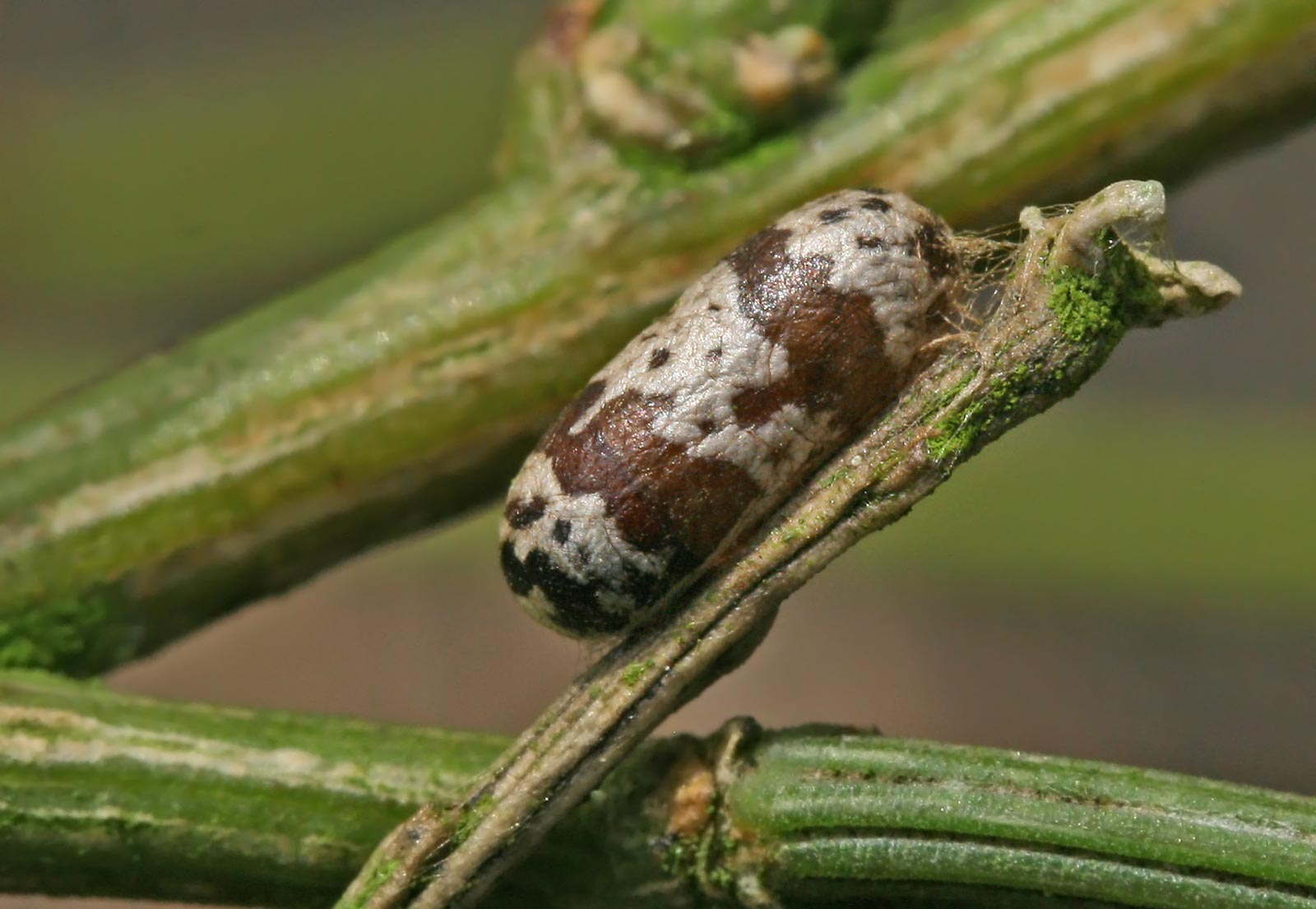
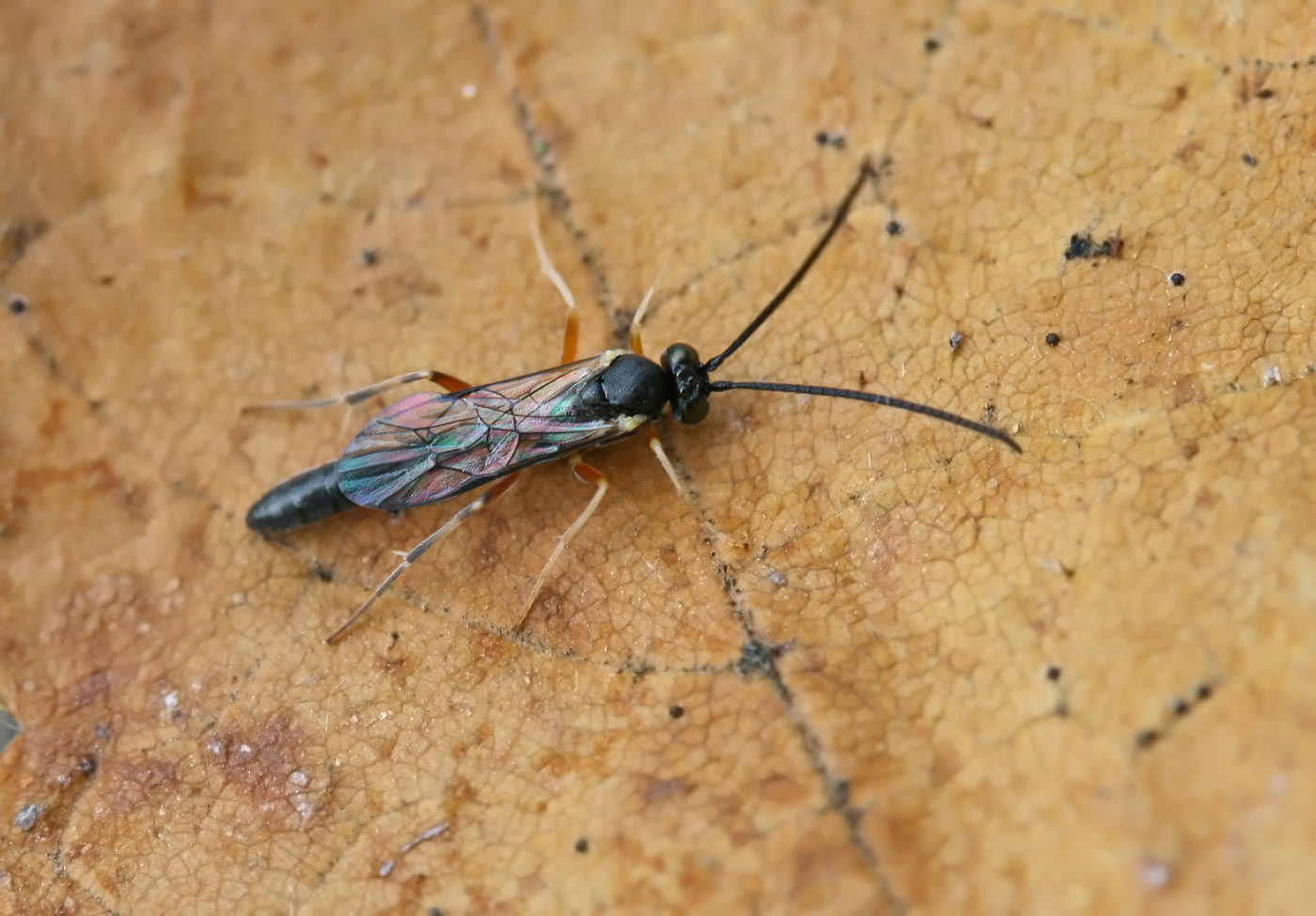